# آن أليسون
آن أليسون (بالإنجليزية: Anne Allison)‏ هي عالمة الإنسان أمريكية، ولدت في 1950.